# Ousmane Camara
Ousmane Camara, född 28 december 1998 i Conakry, är en guineansk fotbollsspelare som spelar för Astana.

## Karriär
Sommaren 2017 kom Camara till Eskilstuna. Han spelade under hösten 2017 för Eskilstuna City FK. Camara debuterade och gjorde ett mål i Division 2 den 7 oktober 2017 i en 6–1-förlust mot BK Forward. Han spelade ytterligare en match för klubben, mot IFK Aspudden-Tellus (1–1), där han även gjorde mål.
Inför säsongen 2018 gick Camara till samarbetsklubben AFC Eskilstuna. Han debuterade i Superettan den 31 mars 2018 i en 0–0-match mot IK Brage. Den 15 april 2018 gjorde Camara sitt första mål i en 4–0-vinst över IFK Värnamo.
I augusti 2019 värvades Camara av norska Vålerenga. I januari 2021 lånades han ut till georgiska Dila Gori på ett låneavtal över säsongen 2021.
Den 13 januari 2022 blev Camara klar för Dinamo Tbilisi, där han skrev på ett kontrakt till december 2024. Den 21 januari 2024 värvades Camara av Astana, där han skrev på ett treårskontrakt.

## Karriärstatistik
| Klubb              | Säsong             | Liga                      | Liga    | Liga | Nationell cup | Nationell cup | Övrigt  | Övrigt | Totalt  | Totalt |
| Klubb              | Säsong             | Division                  | Matcher | Mål  | Matcher       | Mål           | Matcher | Mål    | Matcher | Mål    |
| ------------------ | ------------------ | ------------------------- | ------- | ---- | ------------- | ------------- | ------- | ------ | ------- | ------ |
| Eskilstuna City FK | 2017               | Division 2 Norra Svealand | 2       | 2    | 0             | 0             | —       | —      | 2       | 2      |
| AFC Eskilstuna     | 2018               | Superettan                | 28      | 4    | 1             | 0             | 2       | 0      | 31      | 4      |
| AFC Eskilstuna     | 2019               | Allsvenskan               | 15      | 2    | 4             | 0             | —       | —      | 7       | 0      |
| AFC Eskilstuna     | Totalt             | Totalt                    | 43      | 6    | 5             | 0             | 2       | 0      | 38      | 4      |
| Vålerenga          | 2019               | Eliteserien               | 6       | 0    | 0             | 0             | —       | —      | 6       | 0      |
| Vålerenga          | 2020               | Eliteserien               | 4       | 0    | 0             | 0             | —       | —      | 1       | 0      |
| Vålerenga          | Totalt             | Totalt                    | 10      | 0    | 0             | 0             | —       | —      | 10      | 0      |
| Dila Gori (lån)    | 2021               | Erovnuli Liga             | 34      | 8    | 2             | 1             | 2       | 1      | 38      | 10     |
| Dinamo Tbilisi     | 2022               | Erovnuli Liga             | 36      | 10   | 4             | 1             | 2       | 0      | 42      | 11     |
| Dinamo Tbilisi     | 2023               | Erovnuli Liga             | 35      | 14   | 4             | 0             | 4       | 1      | 43      | 15     |
| Dinamo Tbilisi     | Totalt             | Totalt                    | 71      | 24   | 8             | 1             | 6       | 1      | 85      | 26     |
| Astana             | 2024               | Premjer Ligasy            | 23      | 4    | 2             | 0             | 10      | 1      | 35      | 5      |
| Totalt i karriären | Totalt i karriären | Totalt i karriären        | 183     | 44   | 17            | 2             | 20      | 3      | 220     | 48     |

1. ↑  Uppflyttningskvalmatcher mot IF Brommapojkarna.[12][13]
2. 1 2 3  Matcher i Conference League
3. ↑  Två matcher och ett mål i Champions League, två matcher i Europa Conference League